# Торре-ен-Камерос
Торре-ен-Камерос (ісп. Torre en Cameros) — муніципалітет в Іспанії, у складі автономної спільноти Ла-Ріоха. Населення — 13 осіб (2009).
Муніципалітет розташований на відстані близько 220 км на північний схід від Мадрида, 27 км на південь від Логроньйо.

## Демографія
Динаміка населення (INE ):

## Галерея зображень

Розташування муніципалітету